# ベルナーテ・ティチーノ
ベルナーテ・ティチーノ（伊: Bernate Ticino）は、イタリア共和国ロンバルディア州ミラノ県にある、人口約3,000人の基礎自治体（コムーネ）。

## 地理

### 位置・広がり

#### 隣接コムーネ
隣接するコムーネは以下の通り。括弧内のNOはノヴァーラ県所属を示す。
- ボッファローラ・ソプラ・ティチーノ
- クッジョーノ
- ガッリアーテ (NO)
- マルカッロ・コン・カゾーネ
- メーゼロ
- ロメンティーノ (NO)
- トレカーテ (NO)

### 地震分類
イタリアの地震リスク階級 (it) では、4 に分類される
。